# Queer Eye (2003)
Queer Eye, titulado anteriormente Queer Eye for the Straight Guy, es un programa de televisión estadounidense estrenado en el 2003. El show tuvo un éxito inesperado, convirtiéndose en el programa más popular del 2003. En 2018, a 15 años del estreno, Netflix lanzó una versión con algunos cambios significativos, aunque conservó la esencia del programa original.

## Formato
El programa muestra a cinco chicos gais, cada uno especializado en algún tema, que ayudan a un heterosexual a cambiar su estilo de vida. A los miembros del programa se les conoce como los "Fab Five".
Los "Fab Five" son:
- Carson Kressley: Moda y vestimenta.
- Ted Allen: Comida, alcohol, cocina y preparación de platos.
- Kyan Douglas: Peinados, maquillaje e higiene personal.
- Thom Filicia: Diseño de interiores.
- Jai Rodriguez: Sociedad, cultura y relaciones.

En un capítulo normal del programa los Fab Five van a la casa de un hombre heterosexual para ayudarlo a cambiar algunos aspectos de su vida. Inspeccionan la casa y hábitos, piden opiniones a amigos y familiares para poder recolectar información sobre la persona. Luego de la inspección cada miembro se centra en su especialidad, rediseñan su hogar, cambian el vestuario, peinado, le enseñan a preparar algunos platos y a relacionarse de mejor forma con los demás. Luego de ayudarlo dejan al heterosexual solo para que haga los preparativos de algún evento social o evento importante como petición de matrimonio, reunión familiar, aniversario, etc. Todo lo que haga antes y durante el evento es evaluado y criticado por los Fab Five que lo vigilan por una grabación.

## Emisiones
En España se emitió en el Canal Cosmo bajo el título de "Operación G".
En Latinoamérica se emitió por el canal Fox Life desde el 2009.